# Rem (straling)
Rem staat voor roentgen equivalent in man (vernoemd naar de Duitse natuurkundige Wilhelm Röntgen) en is de klassieke eenheid voor equivalente dosis ioniserende straling waaraan een mens in een bepaalde periode is blootgesteld, en is gelijk aan 0,01 J/kg. Tegenwoordig gebruikt men de SI-eenheid Sv (sievert). 1 Sv is gelijk aan 100 rem, en dus 1 J/kg.
De equivalente dosis voor een weefsel wordt gevonden door de geabsorbeerde dosis te vermenigvuldigen met een stralingsweegfactor, die afhangt van het soort straling. De effectieve dosis voor een individueel persoon kan dan worden bepaald door de equivalente dosis in ieder orgaan te vermenigvuldigen met een factor die afhangt van het deel van het lichaam dat is blootgesteld aan de straling, en de resultaten van alle organen op te tellen.